# João Meira
João Meira (Setúbal, Portugal, 30 de abril de 1987) es un futbolista portugués que juega como defensa en el Leixões S. C. de la Segunda División de Portugal.

## Carrera deportiva
Jugó en las categorías inferiores del CD Cova da Piedade y el Vitória Setúbal. En la temporada 2006-07 pasa hacer profesional al ser repescado por el CD Cova da Piedade.Meira se pasa hasta los 24 años compitiendo en el Campeonato Nacional de Seniores y la cuarta división, hasta que en la temporada 2010/11 jugó con el Atlético Clube de Portugal que regresaba a la Segunda División de Portugal tras una larga ausencia.
Meira hizo su debut profesional el 31 de julio de 2011, en la derrota 0-1 en casa contra el SC Freamunde en un partido de la Copa de Portugal.Esa temporada jugó un total de 33 partidos.
En febrero de 2012 fue suspendido por ocho meses después de no pasar una prueba de drogas en mayo del año anterior.
Ya en la temporada 2012-13, fichó por el CF Os Belenenses de la Segunda División un contrato de tres años.Esa temporada jugo 34 partidos y marcó dos goles y logró el ascenso a la Primeira Liga. El equipo lisboeta saco una diferencia de 21 puntos al segundo en la clasificación.
De 2013 a 2015, Meira jugó 45 partidos y su equipo también se clasificaron para la UEFA Europa League.
El 23 de enero de 2016, con 28 años firmó con el Chicago Fire Soccer Club de la Major League Soccer.Jugó 58 partidos en el equipo estadounidense. 
En el mercado invernal de la temporada 2017/18 fichó por el Lorca FC de la Segunda División de España. Sin embargo, días después abandonó la ciudad sin llegar a firmar contrato.

## Clubes
| Club                  | País           | Año       | Partidos | Goles |
| --------------------- | -------------- | --------- | -------- | ----- |
| C. D. Cova da Piedade | Portugal       | 2007-2008 |          |       |
| C. D. Mafra           | Portugal       | 2008-2009 | 24       | 0     |
| A. C. de Portugal     | Portugal       | 2009-2012 | 66       | 2     |
| C. F. Os Belenenses   | Portugal       | 2012-2015 | 79       | 2     |
| Chicago Fire          | Estados Unidos | 2016-2017 | 58       | 0     |
| Vålerenga Fotball     | Noruega        | 2018      |          |       |
| CS Concordia Chiajna  | Rumania        | 2019      |          |       |
| Vitória F. C.         | Portugal       | 2019-2020 |          |       |
| C. D. Cova da Piedade | Portugal       | 2020-2021 |          |       |
| Leixões S. C.         | Portugal       | 2021-     |          |       |

## Palmarés
- Segunda División de Portugal: 2012/13